# سیارک ۱۸۶۱۰
سیارک ۱۸۶۱۰ (به انگلیسی: 18610 Arthurdent، نامگذاری:1998CC2) هجده هزار و ششصد و دهمین سیارک کشف شده‌است که در ۷ فوریه ۱۹۹۸ کشف شد.
قدر مطلق سیارک برابر ۱۴٫۴۰ است.